# Hebron (Wisconsin)
Hebron és una població dels Estats Units a l'estat de Wisconsin. Segons el cens del 2000 tenia 1.135 habitants.

## Demografia
Segons el cens del 2000, Hebron tenia 1.135 habitants, 391 habitatges, i 303 famílies. La densitat de població era de 15,2 habitants per km².
Dels 391 habitatges en un 39,9% hi vivien nens de menys de 18 anys, en un 67,8% hi vivien parelles casades, en un 5,9% dones solteres, i en un 22,3% no eren unitats familiars. En el 17,9% dels habitatges hi vivien persones soles el 7,2% de les quals corresponia a persones de 65 anys o més que vivien soles. El nombre mitjà de persones vivint en cada habitatge era de 2,86 i el nombre mitjà de persones que vivien en cada família era de 3,24.
Per edats la població es repartia de la següent manera: un 28,7% tenia menys de 18 anys, un 6,9% entre 18 i 24, un 30,5% entre 25 i 44, un 24,5% de 45 a 60 i un 9,4% 65 anys o més.
L'edat mediana era de 37 anys. Per cada 100 dones de 18 o més anys hi havia 97,8 homes.
La renda mediana per habitatge era de 53.929 $ i la renda mediana per família de 53.750 $. Els homes tenien una renda mediana de 33.594 $ mentre que les dones 23.750 $. La renda per capita de la població era de 20.516 $. Aproximadament l'1,6% de les famílies i el 3,5% de la població estaven per davall del llindar de pobresa.

## Poblacions més properes
El següent diagrama mostra les poblacions més properes.